# Christophe Brandt
Christophe Brandt (Lieja, 6 de mayo de 1977) es un ciclista belga ya retirado que fue profesional de 2000 a 2010.

## Biografía
Profesional desde el año 2000. Su única victoria profesional fue el Gran Premio de Overijse en 2002.
Una caída el 29 de agosto de 2006 le obligó a ausentarse de la competición durante de varios meses, con el temor de retirarse del ciclismo antes de tiempo debido a su gravedad: una fractura en el brazo, cuatro costillas rotas, se rompió el bazo, un pulmón perforado y un riñón afectado (extirpación del mismo día).
Christophe Brandt es un buen compañero de equipo en las etapas media y alta montañas donde hizo resultados especialmente buenos como los logrados durante el Giro 2004.
Actualmente es director general del conjunto Bingoal-WB.

## Palmarés
2002
- Druivenkoers Overijse

## Resultados en Grandes Vueltas y Campeonatos del Mundo
| Carrera         | Carrera         | 2000 | 2001 | 2002 | 2003 | 2004 | 2005 | 2006 | 2007  | 2008 | 2009  | 2010 |
| --------------- | --------------- | ---- | ---- | ---- | ---- | ---- | ---- | ---- | ----- | ---- | ----- | ---- |
|                 | Giro de Italia  | —    | 42.º | —    | —    | 14.º | 33.º | Ab.  | —     | —    | 70.º  | —    |
|                 | Tour de Francia | —    | —    | 35.º | 52.º | Ab.  | 56.º | 39.º | —     | Ab.  | —     | —    |
|                 | Vuelta a España | —    | —    | —    | —    | —    | —    | —    | 132.º | —    | 125.º | —    |
| Mundial en Ruta | Mundial en Ruta | —    | 71.º | —    | 54.º | —    | —    | —    | —     | —    | —     | —    |

―: No participa

Ab.: Abandono